# Eduard Wald
Eduard (Edu) Wald (* 10. März 1905 in Kiel; † 5. November 1978 in Lachen am Ammersee) war ein kommunistischer Politiker, Gewerkschafter und Widerstandskämpfer gegen den Nationalsozialismus.

## Leben
Eduard Wald besuchte eine Kieler Mittel- und Realschule und erlangte die Obersekundareife, danach absolvierte er in den Jahren 1921 bis 1923 eine Ausbildung als Gärtner und legte eine Gehilfenprüfung ab. Bereits im Jahr 1923 war er Mitglied im Kommunistischen Jugendverband. Im Jahr 1924 trat er der KPD bei und wurde früh Mitglied der Bezirksleitung Niedersachsen, wo er für Agitation und Propaganda und den Rotfrontkämpferbund zuständig war und wurde 1926 Redakteur der Niedersächsischen Arbeiterzeitung, wofür er wegen Pressevergehen zwischen 1926 und 1929 zwölf Vorstrafen erhielt, und von 1926 bis 1927 Bezirkskassierer. 1929 absolvierte er kurzzeitig wegen eines Lungenleidens eine Kur in der Sowjetunion und war danach kurzzeitig in der Bildungsarbeit der KPD aktiv. Als Mitglied der kritisch zur ultralinken Politik der Parteiführung um Ernst Thälmann stehenden Strömung der Versöhnler verlor er noch 1929 seine Anstellung bei der Partei (wurde trotz Parteiverfahren allerdings nicht ausgeschlossen) und war zeitweise erwerbslos, dann von 1930 bis 1933 als Fabrikarbeiter tätig. Ab 1930 begann Wald auf überregionaler Ebene ein Netzwerk von Versöhnlern innerhalb und außerhalb der KPD aufzubauen.
Nach dem Machtantritt der NSDAP musste Wald im Mai 1933 untertauchen. Ihm gelang es, die mehrere hundert Mitglieder zählende Widerstandsgruppe Komitee für Proletarische Einheit aufzubauen, deren Hauptbetätigungsfeld in Hannover lag. Enge Kontakte pflegte er dabei mit einer anderen „Versöhnler“-Gruppe um Hans Westermann in Hamburg und der hannoverschen SAPD-Gruppe um Otto Brenner. Ab 1934 war Wald in Berlin ansässig, wo er sich um die reichsweite Koordination verschiedener Versöhnler-Gruppen bemühte. Am 11. Mai 1936 von der Gestapo verhaftet, wurde Wald am 30. Juni 1937 vom Volksgerichtshof zu 15 Jahren Zuchthaus verurteilt, die er bis zu seiner Befreiung im April 1945 in den Emslandlagern und im Zuchthaus Brandenburg verbüßte.
1945 übernahm Wald wieder Funktionen in der niedersächsischen KPD. Er war vom 23. August 1946 bis zum 29. Oktober 1946 Abgeordneter des ernannten Landtages des Landes Hannover sowie bis zu seinem aus Kritik an der stalinistischen Politik der Partei erfolgten Austritts 1948 Lizenzträger der Niedersächsischen Volkszeitung. Ab 1948 war Wald als hauptamtlicher Funktionär des DGB in Niedersachsen und auf Bundesebene tätig, ab 1950 gab er den Informationsdienst Feinde der Demokratie heraus und trat im selben Jahr der SPD bei.
In zweiter Ehe war er ab 1947 mit der Auschwitzüberlebenden Orli Reichert-Wald verheiratet.

## Werke
- Die Gewerkschaften im politischen Zeitgeschehen. Frankfurt am Main 1953